# Pinelema cordata
Pinelema cordata es una especie de araña araneomorfa del género Pinelema, familia Telemidae. Fue descrita científicamente por Wang & Li en 2010.

## Distribución geográfica
Habita en China.